# アムジー (大阪市の企業)
アムジー株式会社（AMZY）はゲームソフト、Windows向けのアプリケーション、パチンコ・パチスロといったアミューズメント機の企画・制作・開発を行っている会社である。

## 沿革
- 2008年（平成20年）4月 - 設立。

## 主な作品
- ハココロ
- バトル オブ エレメンタル
  - バトル オブ エレメンタル REBOOST
  - バトル オブ エレメンタル BURST
- 戦国Tactics
- 燐光のランツェ
- 奪還指令魔女ダンジョン